# (466985) 2016 BW33
(466985) 2016 BW33 es un asteroide perteneciente al cinturón de asteroides, descubierto el 5 de septiembre de 2008 por el equipo Spacewatch desde el Observatorio Nacional de Kitt Peak (Arizona, Estados Unidos).